# 恋の寿命
『恋の寿命』（こいのじゅみょう）は、Galileo Galileiの8thシングル。2015年3月11日に発売された。

## 概要
Galileo Galileiのシングルとしては、前作『サークルゲーム』以来およそ1年半ぶりの発売となった。また、音源としてはミニアルバム『See More Glass』より約5ヶ月ぶりのリリースであった。
ジャケットの人物はモデルの柿木アミナとShunであり、2人は表題曲「恋の寿命」のミュージック・ビデオにも出演している。
本作リリース前日には、SHOWROOMにてGalileo GalileiがMCを務める特別番組が配信された。
タイトル曲「恋の寿命」は、読売テレビ・日本テレビ系列で放送されたアニメ『まじっく快斗1412』の第13話から第24話のエンディングテーマに起用された。本作の期間限定通常盤は『まじっく快斗1412』の描き下ろしワイドキャップステッカー仕様となったほか、「恋の寿命」のテレビバージョンも特典として収録されている。

## 収録曲
| 全作詞・作曲: 尾崎雄貴。 |                        |          |            |      |
| #                        | タイトル               | 作詞     | 作曲・編曲 | 時間 |
| 1.                       | 「恋の寿命」           | 尾崎雄貴 | 尾崎雄貴   | 5:13 |
| 2.                       | 「いやしらんけど」     | 尾崎雄貴 | 尾崎雄貴   | 3:42 |
| 3.                       | 「Sports」             | 尾崎雄貴 | 尾崎雄貴   | 4:14 |
| 4.                       | 「恋の寿命 (TV Ver.)」 | 尾崎雄貴 | 尾崎雄貴   | ---  |
| 合計時間:                | 合計時間:              | 13:09    |            |      |

## 楽曲について
1. 恋の寿命

1. Sports